# Antti Kuisma
Antti Sakari Kuisma, né le 23 février 1978 à Jyväskylä, est un spécialiste finlandais du combiné nordique actif entre 1998 et 2008.
Son principal succès est la médaille de bronze obtenue à l'épreuve par équipes des Jeux olympiques de Turin en 2006 avec Anssi Koivuranta, Jaakko Tallus et Hannu Manninen. Il compte aussi deux victoires en Coupe du monde dans des épreuves collectives.
Il est l'un des entraîneurs de l'équipe de Finlande de combiné nordique. En 2022, il succède à Petter Kukkonen en tant qu'entraîneur principal.

## Résultats

### Jeux olympiques d'hiver
| Épreuve / Édition | Épreuve / Édition | Turin 2006 |
| Sprint            |                   |            |
| Gundersen         | Gundersen         | 17e        |
| Par équipes       | Par équipes       | Bronze     |

### Championnats du monde
Il compte une seule participation aux Championnats du monde, en 2005 à Oberstdorf, se classant cinquième en individuel et quatrième par équipes.

### Coupe du monde
- Meilleur classement général : 30e en 2002 et 2005
- 2 victoires par équipes
- Meilleure performance individuelle : 5e